# Districte de Gütersloh
Gütersloh és un districte al nord-est de l'estat federat de Rin del Nord-Westfàlia, a Alemanya. Districtes veïns són Osnabrück, Herford, Bielefeld, Lippe, Paderborn, Soest i Warendorf.

## Història
Es va crear el 1973 en la reorganització dels districtes de Rin del Nord-Westfàlia, quan es van fusionar els districtes anteriors de Halle i Wiedenbrück. També els districtes Bielefeld,  Paderborn, Beckum und Warendorf van haver de cedir parts de la seva àrea al nou districte format. Els districtes precursors van ser creats el 1816 després que es nasqués la nova província de Westfàlia.
Avui, el districte de Gütersloh té una de les comunitats d'assiris exiliats més grans d'Alemanya.

## Geografia

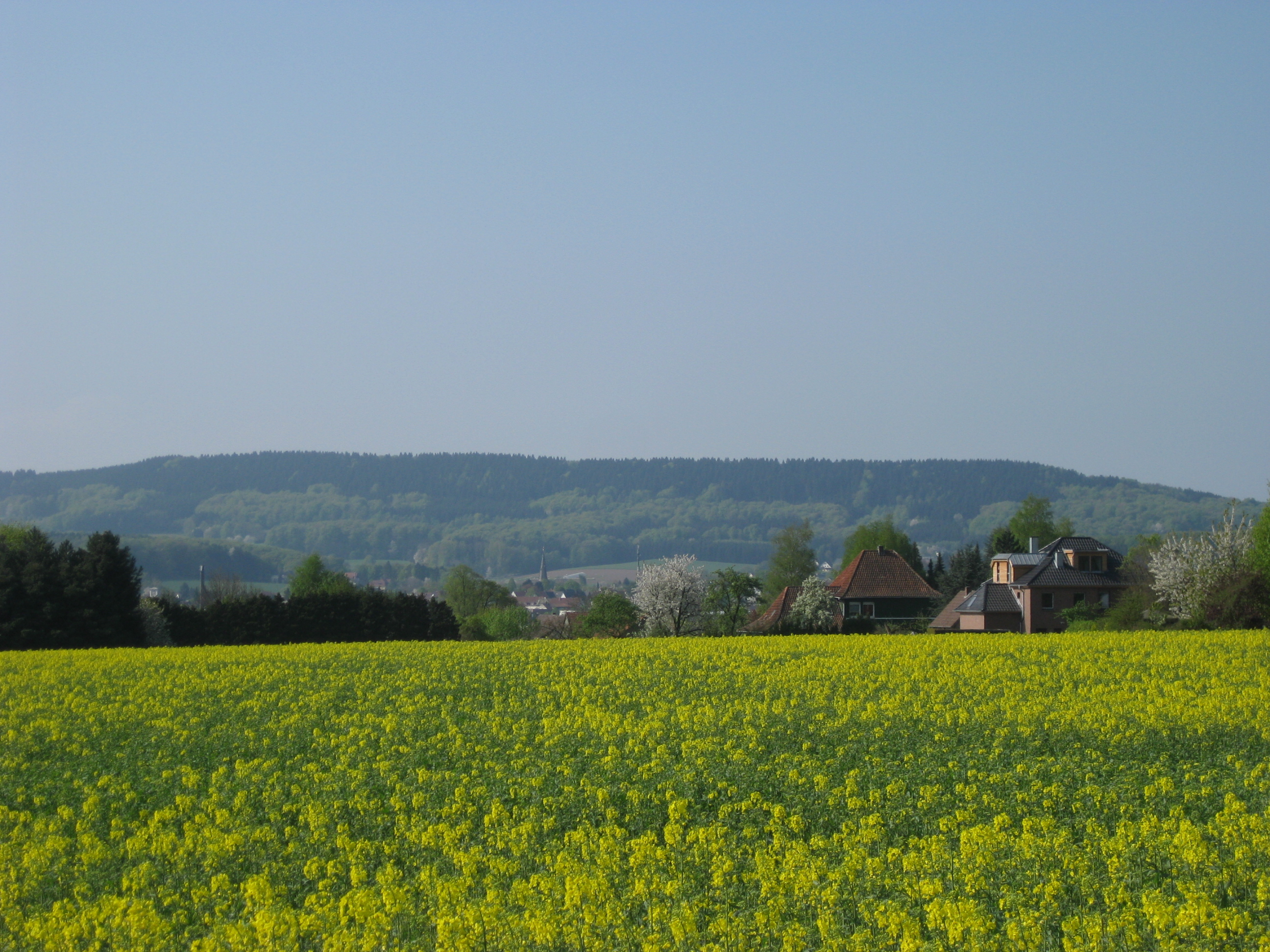
El Hengeberg (316 m) a Halle (Westfàlia)

L'est del districte està cobert pel Teutobergienses Saltus, on es troba la major elevació del districte, el Hengeberg de 316 m. A ponent hi ha la font del riu Ems. A la vall de l'Ems hi ha el punt més baix del districte, a prop de Harsewinkel amb 56 m.

## Escut d'armes
| Escut d'armes | L'escut d'armes es va instaurar amb la creació del districte l'any 1973, combinant els símbols dels districtes anteriors: Halle i Rheda-Wiedenbrück. Els tres elements deriven de les comarques medievals de la zona coberta actualment pel districte. L'àguila daurada a la part inferior de l'escut prové del ducat de Rietberg. La roda al centre prové del rètol de la ciutat Osnabrück, propietat de l'Am Reckenberg. Els xebrons de la part superior representen el símbol del ducat de Ravensberg. |

## Ciutats i municipalitats

Ciutats i municipalitats del Districte de Gütersloh

| Ciutats | Municipalitats                                     |  |
| --- | -------------------------------------------------- |  |
| 1. Borgholzhausen 2. Gütersloh 3. Halle (Westfàlia) 4. Harsewinkel 5. Rheda-Wiedenbrück 6. Rietberg 7. Schloß Holte-Stukenbrock 8. Verl 9. Versmold 10. Werther (Westf.) | 1. Herzebrock-Clarholz 2. Langenberg 3. Steinhagen |  |